# Čehići
Pour les articles homonymes, voir Cehici.
Čehići (en italien : Villa Cecchi) est une localité de Croatie située en Istrie, dans la municipalité de Sveti Lovreč, dans le comitat d'Istrie. En 2001, la localité comptait 5 habitants.

## Démographie
| 1948 | 1953 | 1961 | 1971 | 1981 | 1991 | 2001 |
| ---- | ---- | ---- | ---- | ---- | ---- | ---- |
| 17   | 16   | 16   | 11   | 11   | 12   | 5    |